# Heinrich Scheele (Jurist)
Johann Georg Heinrich Scheele (* 2. Februar 1825 in Leipzig; † 4. Dezember 1882 in Dresden) war ein deutscher Reichsgerichtsrat.

## Leben
Der Sachse wurde 1851 vereidigt und als Advokat in Dresden zugelassen. 1855 wurde er Notar. Er war im Jahr der Gründung des DAV 1871 dort Mitglied. 1876 kam als Rat an ein Appellationsgericht. Im selben Jahr folgte die Beförderung zum Rat beim sächsischen Oberappellationsgericht. 1879 trat er in das Reichsgericht ein, nachdem durch den Tod des designierten Gerichtsrates Lothar Schilling seine Stelle freigeworden war. Er war im III. Zivilsenat tätig und trat bereits am 1. November 1880 in den Ruhestand.

## Schriften
- Deutscher Anwaltverein: Gutachten über den im Preußischen Justiz-Ministerium ausgearbeiteten Entwurf einer deutschen Civil-Processordnung. Berlin 1871, S. 83 ff.